# Фрисландия (Германия)
Фрисландия (Фри́зланд, Фри́сланд, Фризия; нем. Friesland) — район в Германии. Центр района — город Евер. Округ входит в землю Нижняя Саксония. Занимает площадь 607,85 км². Население — 98 704 чел. (2019). Плотность населения — 162 человек/км².
Официальный код района — 03 4 55.

## Демография
| Год  | Население |
| ---- | --------- |
| 1933 | 54 942    |
| 1939 | 59 380    |
| 1950 | 94 964    |
| 1960 | 83 000    |
| 1970 | 93 200    |
| 1980 | 96 100    |
| 1990 | 94 258    |
| 2000 | 100 889   |
| 2010 | 99 598    |
| 2019 | 98 704    |

## Административно-территориальное деление
Округ подразделяется на 8 общин.
1. Бокхорн (8 821)
2. Евер (14 301)
3. Занде (8 835)
4. Шортенс (20 329)
5. Фарель (24 001)
6. Вангерланд (9 190)
7. Вангероге (1 263)
8. Цетель (11 720)

## История
В VIII веке фризы в основной своей массе были язычниками. Миссионер Виллиброрд отстроил в 698 году монастырь Фульда, стараясь крестить фризов. В течение трёх поколений франки воевали с фризами, в итоге достигнув окончательной победы только во времена Карла Великого.

## Фотографии

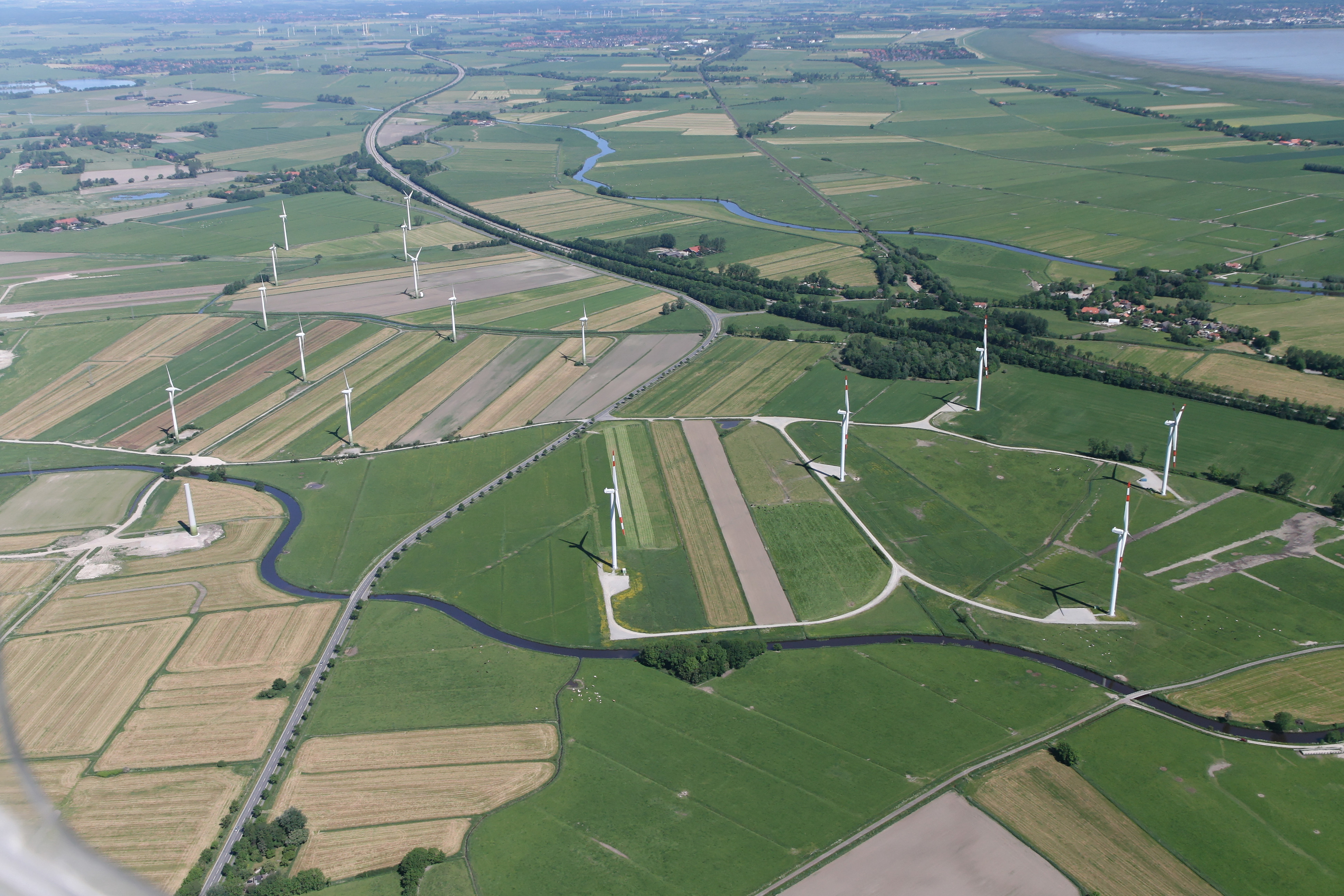
Автобан А29 и залив Йаде